# Club Nacional de Fútbol (Sarandí del Yi)
El Club Nacional de Fútbol es un club de Sarandí del Yí, Uruguay. Fue fundado el 12 de octubre de 1911. 
Es la institución más antigua y la más ganadora con 20 títulos locales de esa ciudad afiliado a la Organización de Fútbol del Interior.
Actual Tricampeónn de la Liga de fútbol de Sarandí del yí, es el actual representante de la ciudad en la Copa nacional de clubes del interior (Copa Ofi) 2018. 
Es uno de los pocos clubes que trabaja con baby fútbol pasando por las demás categorías formativas (sub-15), (sub-18) y mayor.
 Su sede se emplaza en calle Presidente Berro 527 casi Sarandí.

## Reseña
Históricamente la institución ha desarrollado varias disciplinas que acompañaron al fútbol. Está afiliada a la Federación Ecuestre Uruguaya. En 2011 consiguió el título de campeón en pruebas cortas (60 km) y se dedica a la organización de su Raid “Éxodo Del Pueblo Oriental” en el mes de agosto.También Es el club organizador del primer raid hípico federado de mujeres del Uruguay organizado todos los meses de marzo.http://www.federacionecuestreuruguaya.com.uy/afiche-club-nacional-2011.pdf] Federación Ecuestre Uruguaya - Afiche</ref> Ha competido en ciclismo, básquet y artes marciales. Posee el único frontón techado en la zona donde además del uso diario de los socios se dictan clases de pelota vasca con más de 70 inscriptos en el curso con edades que comprenden de los 8 años en adelante. Se desarrollan actividades culturales y educativas en las instalaciones contribuyendo con la sociedad sarandiyense.

## Uniforme
- Uniforme Titular : camiseta blanca con vivos azules. Short y medias azules con vivos rojos y blancos.

- Uniforme Alternativo : camiseta roja con vivos blancos. Short y medias azules.

## Jugadores

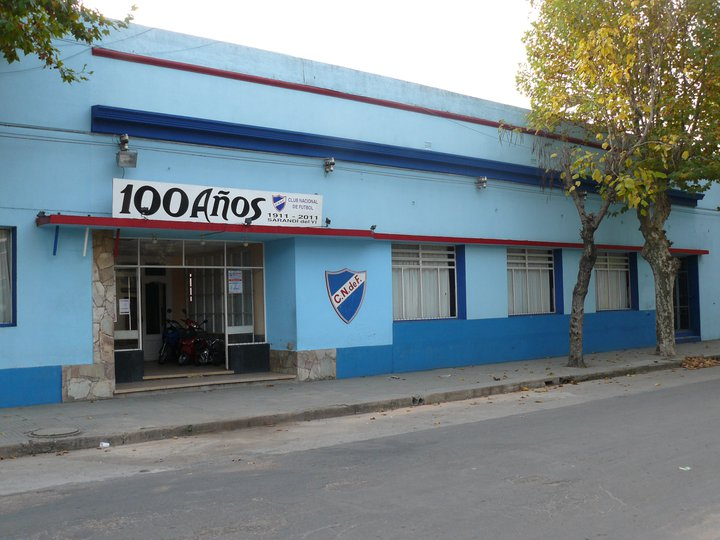
Sede del Club Nacional De Futbol
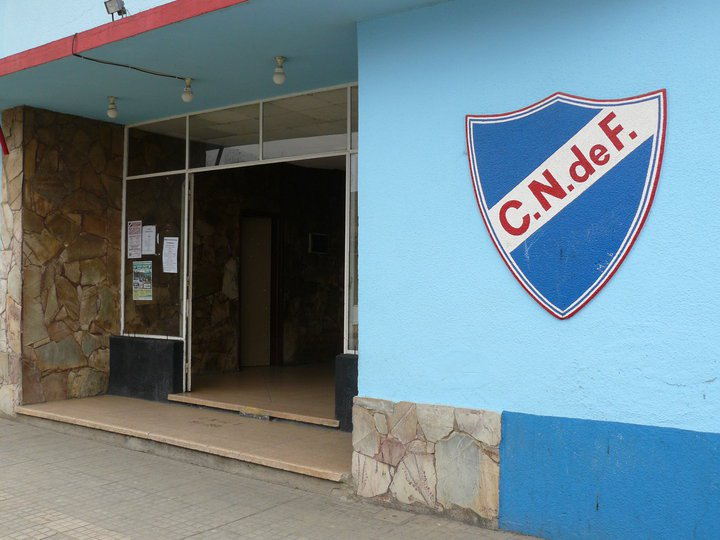
Entrada club
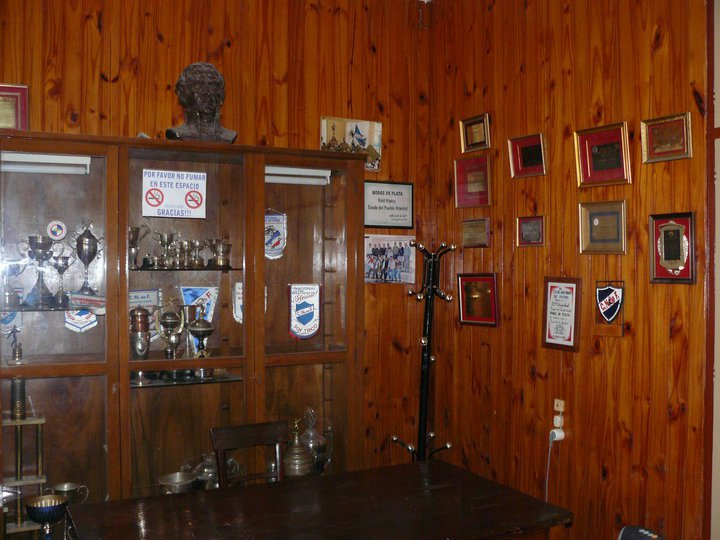
Secretaria
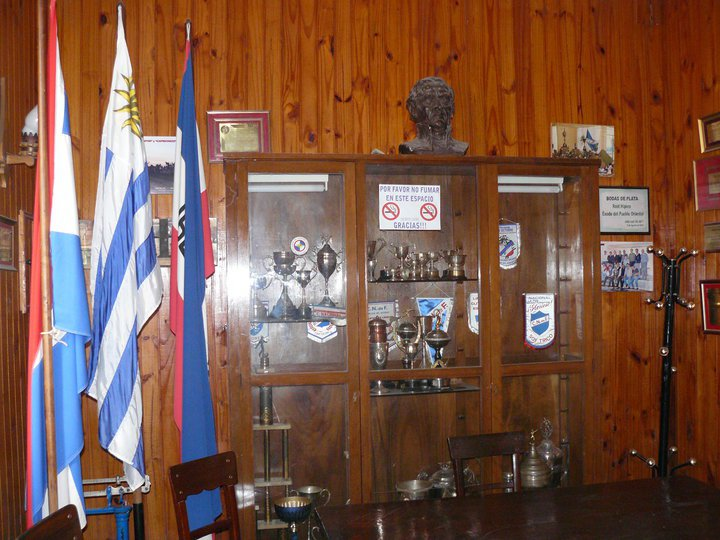
Secretaria
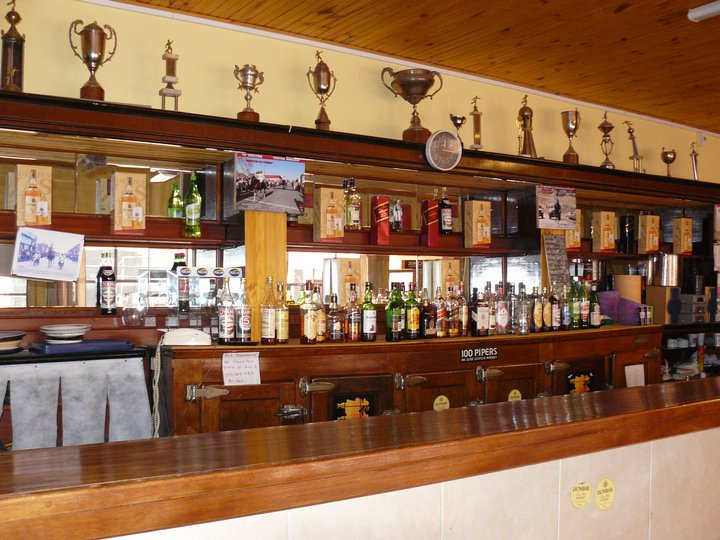
Cantina
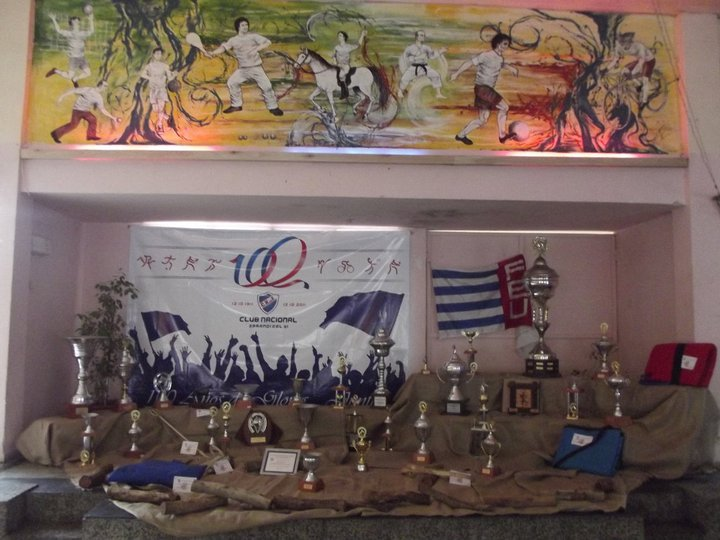
Alguna de las copas con las que cuenta Nacional
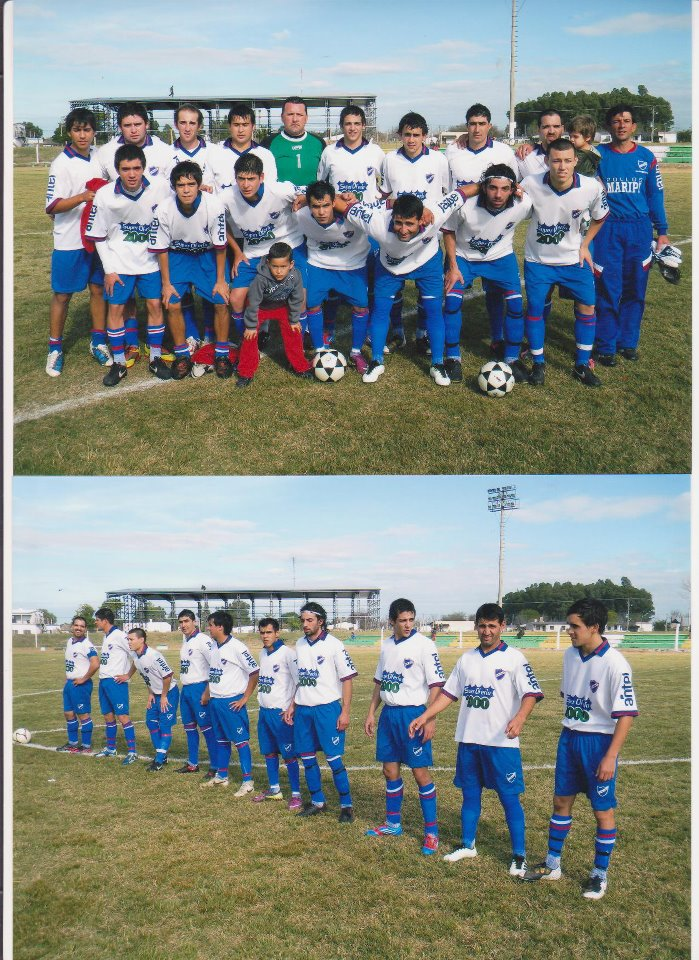
Plantel Nacional Copa De Campeones De Ofi
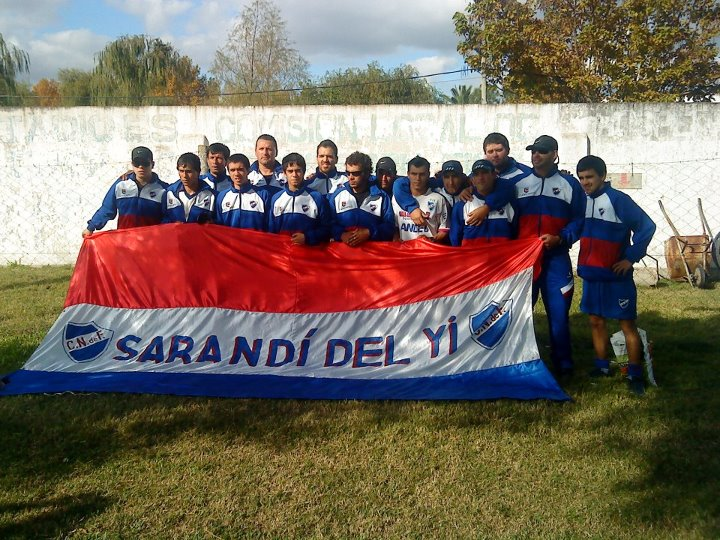
Plantel En San Gregorio De Polanco
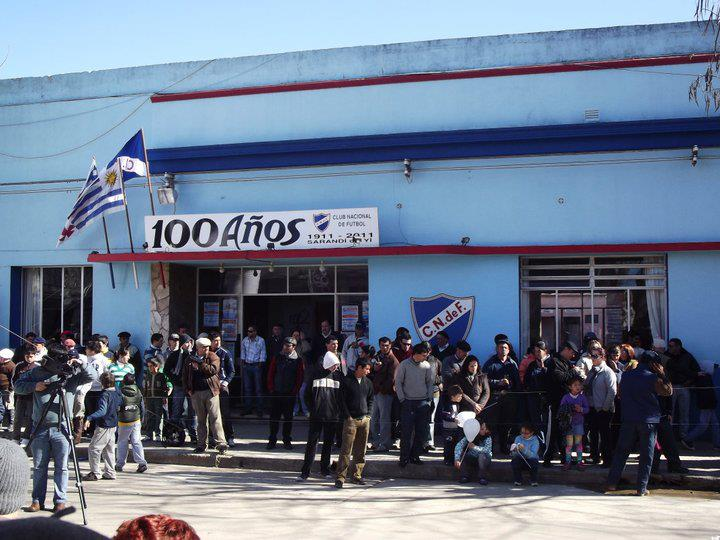
Llegada Raid “Éxodo Del Pueblo Oriental”
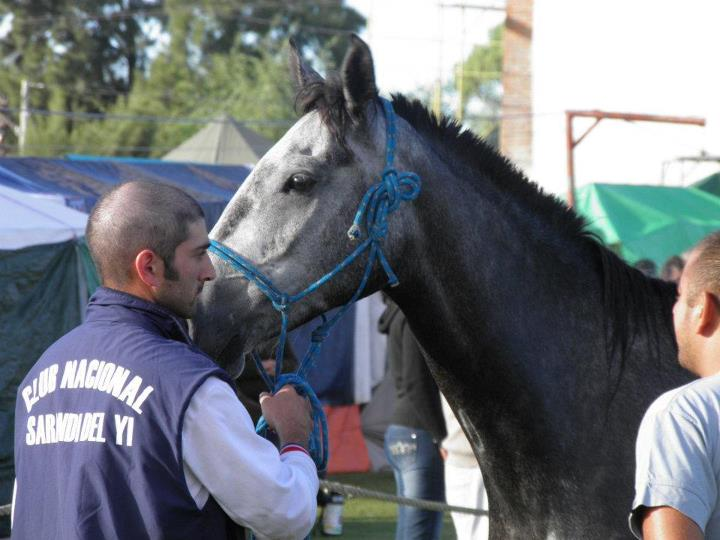
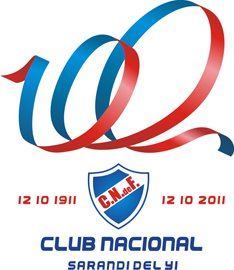
Afiche Logo Centenario 1911-2011